# Дольдингер, Клаус
Кла́ус До́льдингер (нем. Klaus Doldinger; 12 мая 1936, Берлин) — немецкий саксофонист, джазмен, композитор, кинокомпозитор, основатель группы Passport.
Получил мировую известность за музыку к фильмам «Подводная лодка» (1981), «Бесконечная история» (1984) и другим.
В 1991 году группа U96 создала техно-версию музыкальной темы фильма «Подводная лодка», ставшую популярным танцевальным хитом и выпущенную тиражом более миллиона копий. Музыка из фильма «Бесконечная история» использована в сингле «Life Is Too Short» (2001) второго альбома «Trance & Acid» диджея Кая Тресида. Музыкальные темы из этих фильмов — популярные объекты ремикширования.
Дольдингер награждён почётной наградой Баварской кинопремии 1997 года и Франкфуртской музыкальной премией 2000 года.